# 丹佛唐人街
丹佛（英語：Denver，或译典华）唐人街现已消失，但在1870年代丹佛的华裔人士曾经聚居于现在的LoDo (Lower Downtown) 区，大约从15街到20街，从Market街到Wazee街，形成了丹佛唐人街
。
19世纪中期中国人开始移民到美国西部作矿工与铁路等苦力工作，然后居住下来。 1869年当地报纸报告第一个到达丹佛的"John Chinaman" ("约翰·中国人")
。
1870年秋天，42位中国人已居住于丹佛的Wazee街（Wazee这字可能是当地人称“中国人”）。这是唐人街的开始
。

## 1880年反华暴动

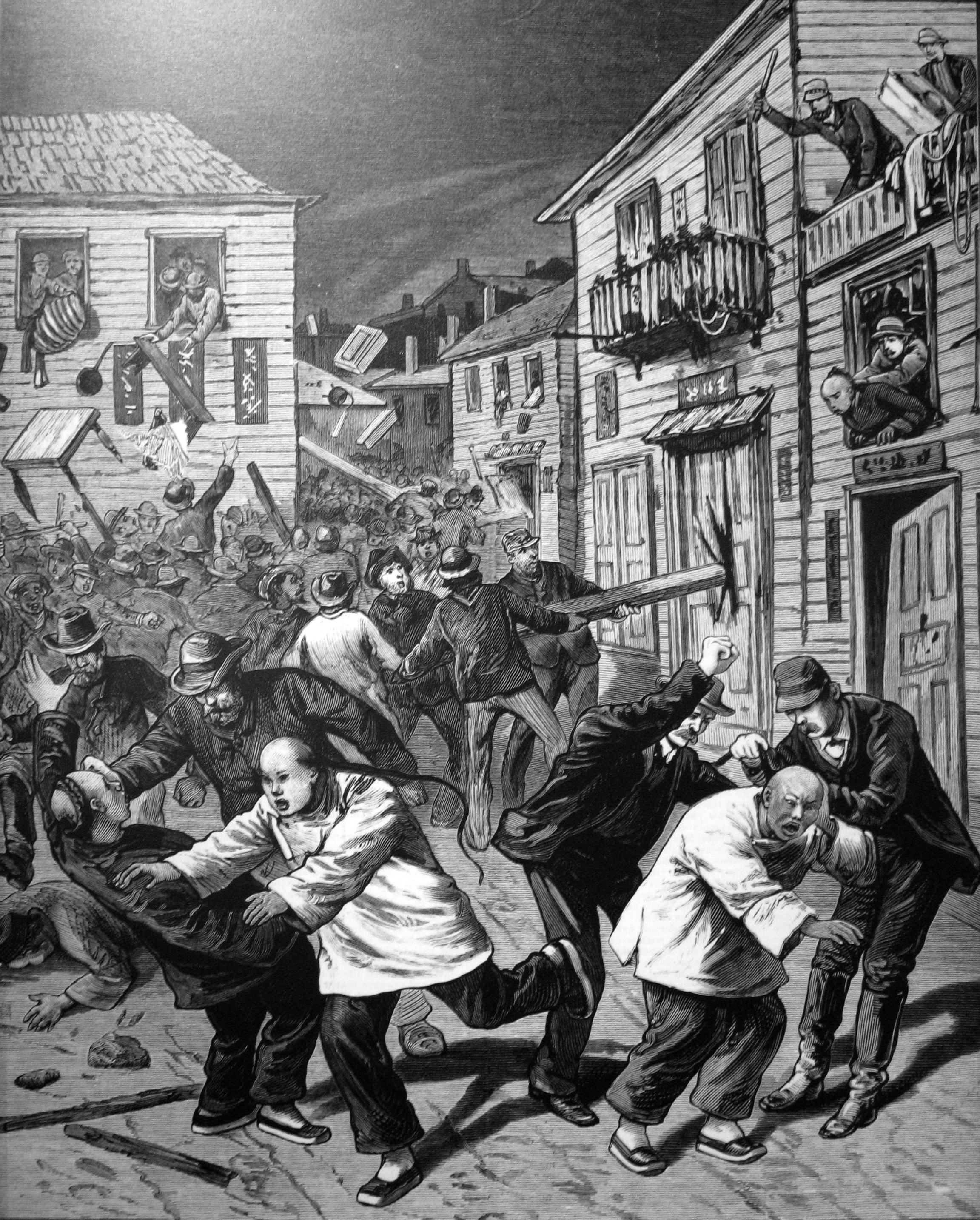
Frank Leslie's Illustrated Newspaper, 1880年11月20日

1880年美国总统选举反映了当时的美国反中情绪。民主党候选人Winfield Hancock（温菲尔德·汉考克）支持禁止华人移民，因此华人移民成为一个重要政治问题
。1880年美国修订了《中美天津条约续增条约》，允许美国暂停华人移民。
1880年10月28日，一张报纸报告有些人已公开讨论要把中国人赶出丹佛。1880年10月30日，一群民主党支持者组织了街头游行，许多人举着反华标语
。
1880年10月31日，一件酒吧争论发生于John Asmussen's Saloon。两个中国人和一些白人开始吵架，这小事很快就变大，引起了一场反华暴动
。约3000暴民烧毁了唐人街的大部分建筑，也杀死了一位在Sing Lee洗衣店打工的Lu Yang (陆扬)

。
这个唐人街便毁灭了。当时丹佛的中国人口估计有238－450人。

## 暴动后史
暴动之后，中国人两次又形成小的唐人街，先于Market街和Blake街，最后一次位于Market街和Larimer，从20街到21街。20世纪初丹佛的中国人口长到3000左右，但是美国人不断的威吓又使中国人离开，以至1930中国人口下降到160
。
1911年辛亥革命發生時孫中山正在美国進行演說募款之旅
。美国10月10日 (中国10月11日) 孫下榻于丹佛的布朗旅馆 (Brown Palace Hotel)，离当时唐人街十来个街区，因为唐人街是他募款的来源。孫是在这旅馆得知起义消息 (先生称丹佛为典华)
。位于唐人街Market街的中国剧院（今天库尔斯球场 (Coors Field) 前View House餐厅那里）听先生筹款演说的侨胞在两天就募得了五百大元。革命也掀起了当地传媒对中国的兴趣
。
现在，位于20街和Blake街的东南角有一块纪念匾，描述1880年的暴动与前唐人街

。这块牌匾称此事件为"Chinese Riot" (华人暴动)，但有些公民建议改为"Anti-Chinese Riot" (反华暴动)

。
据2000年美国人口普查报告，丹佛華裔人口數目为2279人。
。